# Stromboscerinae
Стромбосцерини (Stromboscerinae) — підродина, таксон нижчого рівня, родини трубконосиків (Dryophthoridae). Стромбосцерини — дуже цікава і недостатньо вивчена, хоч і невелика за обсягом група довгоносиків. Це невеликі жуки, що мешкають переважно у повалених стовбурах дерев та у підстилці.
Жуки цієї підродини мають косо зрізану вершину булави вусиків. Багато видів безкрилі і мають редуковані органи зору, які іноді можуть складатися лише з кількох фасеток. Деякі види мають розвинені крила, в цьому випадку очі в них великі, але зміщені донизу і з'єдані на нижній стороні голови, утворюючи одне непарне око. Ця ознака є спільною для більшості представників родини Dryophthoridae.
Представники підродини зустрічаються у Південно-Східній Азії, Африці, Мадагаскарі та Австралії.

## Систематика
- Allaeotes Pascoe, 1885
- Besuchetiella Osella, 1974
- Dexipeus Pascoe 1885
- Dryophthoroides Roelofs, 1879
- Nephius Pascoe 1885
- Orthosinus Motschulsky, 1863
- Parasynnommatus Voss, 1956
- Stromboscerus Schoenherr, 1838
- Synommatoides Morimoto, 1978
- Synommatus Wollaston, 1873
- Tasactes Faust, 1894
- Tetrasynommatus Morimoto, 1985